# Австрия на зимних Олимпийских играх 1988
Австрия принимала участие в Зимних Олимпийских играх 1988 года в Калгари (Канада) в девятый раз за свою историю, и завоевала пять серебряных, три золотые и две бронзовые медали. Сборная страны состояла из 81 спортсмена (66 мужчин, 15 женщин).
| Австрия на олимпиаде 1988 года в Калгари | Австрия на олимпиаде 1988 года в Калгари          | Австрия на олимпиаде 1988 года в Калгари | Австрия на олимпиаде 1988 года в Калгари | Австрия на олимпиаде 1988 года в Калгари |
| Медали                                   | Спортсмены                                        | Вид спорта                               | Дисциплина                               | Результат                                |
| ---------------------------------------- | ------------------------------------------------- | ---------------------------------------- | ---------------------------------------- | ---------------------------------------- |
| Золото                                   | Хуберт Штрольц                                    | Горнолыжный спорт                        | Комбинация, мужчины                      | 36,55                                    |
| Золото                                   | Анита Вахтер                                      | Горнолыжный спорт                        | Комбинация, женщины                      | 29,25                                    |
| Золото                                   | Зигрид Вольф                                      | Горнолыжный спорт                        | Супер-гигант, женщины                    | 1.19,03                                  |
| Серебро                                  | Бернхард Гштрайн                                  | Горнолыжный спорт                        | Комбинация, мужчины                      | 43,45                                    |
| Серебро                                  | Хельмут Майер                                     | Горнолыжный спорт                        | Супер-гигант, мужчины                    | 1.40,96                                  |
| Серебро                                  | Хуберт Штрольц                                    | Горнолыжный спорт                        | Гигантский слалом, мужчины               | 2.07,41                                  |
| Серебро                                  | Михаэль Хадшифф                                   | Конькобежный спорт                       | 1 500 метров, мужчины                    | 1.52,31                                  |
| Серебро                                  | Клаус Зульценбахер                                | Лыжное двоеборье                         | мужчины                                  |                                          |
| Бронза                                   | Михаэль Хадшифф                                   | Конькобежный спорт                       | 10 000 метров, мужчины                   | 13.56,11                                 |
| Бронза                                   | Хансйёрг Ашенвальд Гюнтер Ксар Клаус Зульценбахер | Лыжное двоеборье                         | мужчины                                  |                                          |

## Состав и результаты олимпийской сборной Австрии

### Бобслей
Спортсменов — 8
Мужчины
| Соревнование | Спортсмены                                             | 1 заезд   | 1 заезд | 2 заезд   | 2 заезд | 3 заезд   | 3 заезд | 4 заезд   | 4 заезд | Итоговый результат | Итоговое место |
| Соревнование | Спортсмены                                             | Результат | Место   | Результат | Место   | Результат | Место   | Результат | Место   | Итоговый результат | Итоговое место |
| ------------ | ------------------------------------------------------ | --------- | ------- | --------- | ------- | --------- | ------- | --------- | ------- | ------------------ | -------------- |
| Двойки       | Инго Аппельт Харальд Винклер                           | 57,22     | 2       | 59,83     | 12      | 1:00,00   | 5       | 59,44     | 9       | 3:56,49            | 5              |
| Двойки       | Петер Киенаст Кристиан Марк                            | 58,19     | 13      | 58,96     | 4       | 1:00,48   | 12      | 59,28     | 7       | 3:56,91            | 8              |
| Четвёрки     | Петер Киенаст Франц Сиегль Кристиан Марк Курт Тайгль   | 57,07     | 11      | 57,40     | 4       | 56,27     | 2       | 57,91     | 8       | 3:48,65            | 6              |
| Четвёрки     | Инго Аппельт Йозеф Муйгг Герхард Рёдль Харальд Винклер | 56,93     | 8       | 57,51     | 5       | 56,41     | 4       | 58,10     | 13      | 3:48,95            | 7              |